# Chantal Radimilahy
Chantal Radimilahy est une archéologue et conservatrice de musée malgache.

## Biographie

### Carrière d'archéologue

#### Recherches doctorales
Entre 1981 et 1985, Chantal Radimilahy part en France, afin de débuter un doctorat en ethnologie préhistorique et protohistorique à l'université Paris-Sorbonne. Ces recherches sont publiées dans l'ouvrage L'Ancienne Métallurgie du Fer à Madagascar.
Elle poursuit avec un second doctorat à Uppsala, qu'elle termine en 1998 et dont les recherches sont publiées dans l'ouvrage Mahilaka: Excavations in an early town in North Western Madagascar. Cet ouvrage a été cité comme une « contribution majeure à l'archéologie de l'Afrique et de l'Océan Indien ».
Elle est la première femme malgache à avoir obtenu un doctorat en archéologie.

#### Recherches post-doctorales
Chantal Radimilahy mène ses propres recherches sur le terrain sur le site de Mahilaka (de), une ville médiévale sur la côte nord-ouest de Madagascar.
Elle mène des recherches diversifiées : étude de la production d'outils en pierre tendre dans le nord et l'est de l'île, archéologie préventive sur des sites en danger, études sur les croyances et pratiques traditionnelles, sur le genre, ainsi que sur l'environnement et les menaces vis-à-vis de la biodiversité.

#### Enseignement
Chantal Radimilahy est professeure à l'université d'Antananarivo, et enseigne également dans plusieurs autres universités malgaches. Elle est citée comme un modèle pour ses étudiants et pour les jeunes générations malgaches.

#### Conservatrice de musée
Chantal Radimilahy dirige le musée de l'université d'Antananarivo,, en étant la première femme à occuper ce poste.
Depuis 2013, elle co-dirige un projet entre le musée et différentes universités (celles d'Oxford, de Bristol, du Michigan et de Sydney), afin d'étudier les liens entre Madagascar et l'Asie du Sud-Est, avec des techniques issues de la nouvelle archéologie, de l'étude paléo-environnementale et de la génétique.

#### Contributions nationales et internationales
Chantal Radimilahy a été nommée conseillère en archéologie pour le ministère de l'héritage culturel malgache. Elle est aussi membre de l'Académie malgache.
Elle a également joué un rôle dans le développement de l'archéologie africaine (en), en étant membre de plusieurs organisations à portée internationale. Elle est par exemple membre du Conseil international des musées, présidant pendant six années le comité malgache.
Elle est également membre du comité de rédaction de plusieurs revues archéologiques africaines, comme Studies in the African Past en Tanzanie, Azania du British Institute in Eastern Africa ou encore de l'African Archaeological Review.
Elle a également collaboré sur des projets internationaux, par exemple avec des universités bordelaises et toulousaines.

## Publications
- L'Ancienne Métallurgie du Fer à Madagascar, BAR Publishing, 1988, 246 p. (ISBN 978-0860545446).
- (en) Mahilaka: an archaeological investigation of an early town in northwestern Madagascar, Uppsala, 1998, 293 p. (ISBN 9789150613131).